# Christian Raymond
Christian Raymond (nascido em 24 de dezembro de 1943) é um ex-ciclista de estrada profissional francês. Em 1970, Raymond venceu uma etapa no Tour de France 1970. Competiu na prova de estrada nos Jogos Olímpicos de Verão de 1964.